# Коле Капито (Фрозиноне)
Коле Капито је насеље у Италији у округу Фрозиноне, региону Лацио.
Према процени из 2011. у насељу је живело 136 становника. Насеље се налази на надморској висини од 235 м.